# Stumpfblättriges Moorsichelmoos
Das Stumpfblättrige Moorsichelmoos (Sarmentypnum sarmentosum) ist eine Laubmoos-Art aus der Familie Calliergonaceae. Wird häufig mit den Synonymen Warnstorfia sarmentosa (Wahlenb.) Hedenäs oder Calliergon sarmentosum (Wahlenb.) Kindb. genannt.

## Merkmale
Es sind mittelgroße, gewöhnlich rötliche, seltener schwarzrote, schwarzgrüne, grüne, gelbliche oder gescheckte, glänzende Pflanzen mit unregelmäßig beasteten Stämmchen. Sie bilden lockere bis mäßig dichte Rasen. Die mehr oder weniger abstehenden, meist geraden Blätter sind etwa 2 bis 2,5 Millimeter lang, oval bis breit zungenförmig, die Blattspitze ist stumpf mit einem kleinen aufgesetzten Spitzchen. Die Blattränder sind ganzrandig. Die einfache Blattrippe reicht bis ins obere Drittel der Blattlänge. Die oval rechteckigen Blattflügelzellen bilden eine gut abgegrenzte Gruppe gegenüber den langgestreckten Zellen der Blattmitte. Das Moos ist diözisch.

## Standortansprüche und Verbreitung
Die Art wächst vor allem in subalpinen Höhenlagen in sauren Nieder- und Zwischenmooren, in Quellfluren und über nassem Silikatgestein. In den Zentralalpen ist sie zerstreut bis häufig, sonst sehr selten bis fehlend.
Die subarktisch-alpin und subantarktisch verbreitete Art besitzt Vorkommen in Europa, Asien, Nord- und Südamerika, in Ostafrika, in Australien, auf Neuseeland und in der Antarktis.